# Radomil (przystanek kolejowy)
Radomil – zlikwidowany w 1991 przystanek osobowy (dawniej stacja kolejowa), położony w Złotoryi, w Polsce. Został on oddany do użytku 15 października 1884 wraz z otwarciem linii kolejowej Legnica – Złotoryja.

## Położenie
Przystanek znajdował się w północno-wschodniej części Złotoryi, przy ul. Chojnowskiej, będącej częścią drogi wojewódzkiej nr 328 i drogi wojewódzkiej nr 364. Administracyjnie przystanek położony był w województwie dolnośląskim, w powiecie złotoryjskim, w mieście Złotoryja.
Przystanek osobowy był zlokalizowany na wysokości 183 m n.p.m.

## Linie kolejowe
Przystanek był 5. posterunkiem ruchu na linii kolejowej nr 284 Legnica – Jerzmanice Zdrój (dawniej Legnica – Pobiedna), na której prowadzony jest ruch towarowy. Przystanek był położony na 19,958 kilometrze trasy.

## Infrastruktura
Na dawnej stacji pierwotnie znajdował się:
- nieduży budynek dworca kolejowego,
- wc.

## Połączenia
| Okres   | Stacja docelowa                                                      | Liczba połączeń | Źródło |
| ------- | -------------------------------------------------------------------- | --------------- | ------ |
| 1946/47 | Legnica Złotoryja                                                    | 2               | [ 6 ]  |
| 1970/71 | Legnica Marciszów Lwówek Śląski Chojnów Jelenia Góra Świeradów Zdrój | 10 6 2 1        | [ 7 ]  |
| 1990/92 | Legnica Marciszów Jelenia Góra                                       | 10 6 4          | [ 8 ]  |